# 샤르도네
샤르도네(프랑스어: Chardonnay)는 백포도주를 만드는데 사용하는 청포도 품종이다. 이 포도 품종은 프랑스 동부 부르고뉴 지방이 원산지이나 지금은 영국에서 뉴질랜드에 이르기까지 포도가 자라는 어느 곳에서나 재배된다.